# Andrzej Pawłowicz Sapieha
Andrzej Pawłowicz Sapieha herbu Lis (ur. 1539, zm. przed 11 października 1621) – smoleński w 1621 roku, wojewoda połocki w latach 1597-1613, kasztelan miński w 1592 roku, podczaszy litewski w 1588 roku, stolnik litewski w 1588 roku, wójt połocki w latach 1597-1613, starosta rumborski od ok. 1572 roku do 1580 roku, rotmistrz Jego Królewskiej Mości.
Był synem Pawła, przyrodnim bratem Mikołaja i Bohdana.
W latach 1575–1578 brał udział w obronie Inflant przed Rosją. Jako zastępca Mikołaja Radziwiłła „Rudego” pod Kiesią rozbił z 5-6 tys. żołnierzy trzykrotnie silniejsze wojska moskiewskie.
Po objęciu tronu przez Zygmunta III dzięki wsparciu kanclerza Lwa Sapiehy uzyskał w 1588 urząd podczaszego litewskiego. 29 maja 1592 został mianowany kasztelanem mińskim. Ze względu na niesprzyjającą aurę polityczną i wzrastające w Połocku sympatie promoskiewskie próbował od roku 1600 odsprzedać województwo połockie, co udało mu się dopiero w 1613.
Kilkakrotnie przebywał za granicą, głównie we Włoszech: w 1579, 1592 i 1608.
Stary i schorowany został mianowany wojewodą smoleńskim. Prawdopodobnie tego urzędu nie zdążył objąć.